# Кольно (гмина, Кольненский повет)
Кольно (пол. Kolno) — гмина (волость) в Польше, входит как административная единица в Кольненский повет, Подляское воеводство.
Площадь гмины — 282,13 км2.

## Демография
Данные по переписи 2011 года:
| Перепись            | Всего | Мужчины | Женщины |
| ------------------- | ----- | ------- | ------- |
| Всего               | 8884  | 4445    | 4439    |
| Городское население | 0     | 0       | 0       |
| Сельское население  | 8884  | 4445    | 4439    |

## Населённые пункты
- Борково
- Забеле
- Козёл
- Ляхово
- Червоне
- Яново